# Persone di cognome Paul
| Questa pagina contiene informazioni ricavate automaticamente dalle voci biografiche con l'ausilio del template Bio e di un bot. L'aggiornamento è periodico e automatico e ricostruisce completamente la pagina. Se manca una persona in questa lista, sei pregato di non aggiungerla, ma accertati piuttosto che la sua voce biografica contenga il template Bio e che i dati anagrafici siano correttamente compilati. Se il template Bio manca, inseriscilo tu stesso o, in alternativa, metti l'avviso {{tmp\|Bio}} che ne segnala la mancanza. Se i dati riportati sono sbagliati, correggi direttamente la voce biografica; le modifiche saranno visibili in questa lista entro pochi giorni. Per chiarimenti vedi il progetto antroponimi. La lista contiene solo le 64 persone che sono citate nell'enciclopedia e per le quali è stato implementato correttamente il template Bio. Pagina aggiornata al 23 lug 2025. |

Questa è una lista di persone presenti nell'enciclopedia che hanno il cognome Paul, suddivise per attività principale.

## Architetti(1)
- Bruno Paul, architetto e disegnatore tedesco (Seifhennersdorf, n. 1874 - Berlino, † 1968)

## Artigiani(1)
- Jaques Paul, artigiano svizzero (Ginevra, n. 1733 - † 1796)

## Attiviste(1)
- Alice Paul, attivista statunitense (Paulsdale, n. 1885 - Filadelfia, † 1977)

## Attori(6)
- David Paul, attore statunitense (Hartford, n. 1957 - † 2020)
- Don Michael Paul, attore e regista statunitense (Newport Beach, n. 1963)
- Jarrad Paul, attore, regista e sceneggiatore statunitense (Miami, n. 1976)
- Peter Paul, attore statunitense (Hartford, n. 1957)
- Richard Paul, attore statunitense (Los Angeles, n. 1940 - Los Angeles, † 1998)
- Val Paul, attore, regista e produttore cinematografico statunitense (Denver, n. 1886 - Hollywood, † 1962)

## Attrici(5)
- Aislinn Paul, attrice canadese (Toronto, n. 1994)
- Alexandra Paul, attrice, attivista e ex modella statunitense (New York, n. 1963)
- Christiane Paul, attrice tedesca (Berlino, n. 1974)
- Eugenia Paul, attrice statunitense (n. 1935 - † 2010)
- Gloria Paul, attrice, cantante e ballerina britannica (Londra, n. 1940)

## Attrici pornografiche(1)
- Lena Paul, attrice pornografica statunitense (DeLand, n. 1993)

## Bassisti(1)
- Josh Paul, bassista statunitense (Los Angeles, n. 1977)

## Calciatori(6)
- Johann Paul, calciatore francese (Issoudun, n. 1981)
- Kwasi Paul, calciatore grenadino (n. 1987)
- Leston Paul, calciatore trinidadiano (n. 1990)
- Shilton Paul, calciatore indiano (Habra, n. 1988)
- Tremain Paul, calciatore santaluciano (n. 1991)
- Wolfgang Paul, ex calciatore tedesco (Olsberg, n. 1940)

## Canottieri(1)
- Terrence Paul, ex canottiere canadese (Oakville, n. 1964)

## Cantanti(3)
- Alan Paul, cantante, compositore e arrangiatore statunitense (Newark, n. 1949)
- Billy Paul, cantante statunitense (Filadelfia, n. 1934 - Blackwood, † 2016)
- Henry Paul, cantante e chitarrista statunitense (New York, n. 1949)

## Cestisti(2)
- Chris Paul, cestista statunitense (Winston-Salem, n. 1985)
- Brandon Paul, cestista statunitense (Gurnee, n. 1991)

## Corsari(1)
- John Paul Jones, corsaro e ammiraglio statunitense (Kirkcudbright, n. 1747 - Parigi, † 1792)

## Disc jockey(1)
- Paul van Dyk, disc jockey e produttore discografico tedesco (Eisenhüttenstadt, n. 1971)

## Fisici(1)
- Wolfgang Paul, fisico tedesco (Lorenzkirch, n. 1913 - Bonn, † 1993)

## Giocatori di badminton(2)
- Christopher Paul, ex giocatore di badminton mauriziano (n. 1992)
- Julien Paul, giocatore di badminton mauriziano (Curepipe, n. 1996)

## Giocatori di football americano(3)
- Chris Paul, giocatore di football americano statunitense (Houston, n. 1998)
- Niles Paul, ex giocatore di football americano statunitense (Omaha, n. 1989)
- Patrick Paul, giocatore di football americano statunitense (Houston, n. 2001)

## Giornaliste(1)
- Caroline Paul, giornalista, scrittrice e vigile del fuoco statunitense (New York, n. 1963)

## Imprenditori(1)
- Gabe Paul, imprenditore statunitense (Rochester, n. 1910 - Tampa, † 1998)

## Linguisti(1)
- Hermann Paul, linguista e filologo tedesco (Magdeburgo, n. 1846 - Monaco di Baviera, † 1921)

## Medici(1)
- Elfriede Paul, medico tedesco (Colonia, n. 1900 - Ahrenshoop, † 1981)

## Musicologi(1)
- Oscar Paul, musicologo, scrittore e critico musicale tedesco (Freiwaldau, n. 1836 - Lipsia, † 1898)

## Orientalisti(1)
- Jürgen Paul, orientalista tedesco (Risum-Lindholm, n. 1949)

## Paleontologi(1)
- Gregory Scott Paul, paleontologo, sociologo e illustratore statunitense (Washington, n. 1954)

## Pattinatori artistici su ghiaccio(1)
- Robert Paul, pattinatore artistico su ghiaccio canadese (Toronto, n. 1937 - Minneapolis, † 2024)

## Pistard(1)
- Nicholas Paul, pistard trinidadiano (Gasparillo, n. 1998)

## Pittori(1)
- Gen Paul, pittore e incisore francese (Parigi, n. 1895 - Parigi, † 1975)

## Politici(3)
- Evans Paul, politico haitiano (Port-au-Prince, n. 1955)
- Rand Paul, politico statunitense (Pittsburgh, n. 1963)
- Ron Paul, politico statunitense (Pittsburgh, n. 1935)

## Procuratori sportivi(1)
- Rich Paul, procuratore sportivo statunitense (Cleveland, n. 1980)

## Rapper(1)
- Night Lovell, rapper canadese (Ottawa, n. 1997)

## Registi(4)
- Bernhard Paul, regista e circense austriaco (Lilienfeld, n. 1947)
- Fred Paul, regista, attore e sceneggiatore britannico (Losanna, n. 1880 - Westcliff-on-Sea, † 1967)
- Heinz Paul, regista, sceneggiatore e produttore cinematografico tedesco (Monaco di Baviera, n. 1893 - † 1983)
- Robert William Paul, regista, ingegnere e inventore inglese (Londra, n. 1869 - Londra, † 1943)

## Rugbisti a 15(1)
- Jeremy Paul, ex rugbista a 15 australiano (Hamilton, n. 1977)

## Schermidori(1)
- René Paul, schermidore britannico (Paddington, n. 1921 - Londra, † 2008)

## Tennisti(2)
- Jakub Paul, tennista svizzero (Coira, n. 1999)
- Tommy Paul, tennista statunitense (Voorhees, n. 1997)

## Vescovi cattolici(1)
- John Joseph Paul, vescovo cattolico statunitense (La Crosse, n. 1918 - La Crosse, † 2006)

## Wrestler(1)
- JTG, wrestler statunitense (Harlem, n. 1984)

## Youtuber(2)
- Jake Paul, youtuber, attore e pugile statunitense (Cleveland, n. 1997)
- Logan Paul, youtuber, wrestler e imprenditore statunitense (Westlake, n. 1995)

## Senza attività specificata(1)
- Clayton R. Paul, ingegnere elettronico statunitense (Macon, n. 1941 - † 2012)